# Grenzgrabenbach
Das Grenzgrabenbach ist ein rund 2 Kilometer langer, linker Nebenfluss des Lusenbaches in der Steiermark. Er entspringt im Süden der Gemeinde Haselsdorf-Tobelbad, südlich des Dorfes Badegg und fließt zuerst in einen Linksbogen und anschließend in einen Rechtsbogen insgesamt nach Südwesten. Nördlich des Hauptortes von Lieboch, etwas südlich der Gemeindegrenze zu Haselsdorf-Tobelbach mündet er einige hundert Meter westlich der L336 in den Lusenbach, welcher danach nach rechts abknickt.